# Витек, Зденек
Зде́нек Ви́тек (чеш. Zdeněk Vítek; род. 25 июля 1977, Врхлаби, Чехословакия) — чешский биатлонист. Бронзовый призёр чемпионата мира по биатлону в индивидуальной гонке (2003); чемпион Европы (2000).
Завершил карьеру в сезоне 2013/14

## Спортивная карьера
Впервые выступил за основную команду на чемпионате мира 1997 в Брезно-Осрблье, где занял 15-е место в эстафете.
В сезоне 1999—2000 отметился «бронзой» в гонке преследования и эстафете, впервые попав в тройку призёров. В 2000 становится первым в индивидуальной гонке. В этом же сезоне вместе с чешской командой был победителем и серебряным призёром двух эстафетных гонок. В конце сезона 2002—2003 на этапе в Ханты-Мансийске стал дважды вторым: в индивидуальной гонке и в гонке преследования, занял третье место в спринте на чемпионате мира. На чемпионате мира по летнему биатлону в словацком Осрблье выиграл спринт и преследование.
Из-за проблем со здоровьем пропустил сезон 2003—2004. В следующем сезоне больших успехов не добился. В 2006—2007 четырежды попадал в десятку в спринтерских гонках. На этапах Кубка мира 2007—2008 лучшими результатами стали седьмые места в спринте и индивидуальной гонке соответственно.

## Результаты

### Участие в Олимпийских играх
| Год  | Место          | ИГ | СП | ПР | МС | ЭС |
| ---- | -------------- | -- | -- | -- | -- | -- |
| 1998 | Нагано         | —  | 51 | —  | х  | 14 |
| 2002 | Солт-Лейк-Сити | 57 | 14 | 17 | х  | 5  |
| 2006 | Турин          | 22 | 10 | 16 | 22 | 6  |
| 2010 | Ванкувер       | 67 | 28 | 38 | —  | 7  |

### Участие в чемпионатах мира
| Год  | Место                     | ИГ | СП | ПР  | МС | ЭС | СМ |
| ---- | ------------------------- | -- | -- | --- | -- | -- | -- |
| 1997 | Осрблье                   | —  | —  | —   | —  | 15 | x  |
| 1998 | Поклюка                   | —  | —  | 43  | —  | —  | x  |
| 1999 | Контиолахти               | 50 | 23 | 45  | —  | 15 | x  |
| 2000 | Хольменколлен             | 23 | 36 | 35  | —  | 7  | x  |
| 2001 | Поклюка                   | 26 | 23 | 10  | 24 | 14 | x  |
| 2003 | Ханты-Мансийск            | —  | 3  | н/ф | 7  | 6  | x  |
| 2004 | Оберхоф                   | —  | —  | —   | —  | —  | х  |
| 2005 | Хохфильцен/Ханты-Мансийск | —  | 62 | —   | —  | 11 | —  |
| 2006 | Поклюка                   | х  | х  | х   | х  | х  | 17 |
| 2007 | Антерсельва               | 54 | —  | —   | —  | 5  | 8  |
| 2008 | Эстерсунд                 | 7  | 23 | 16  | —  | 7  | —  |
| 2009 | Пхёнчхан                  | 29 | 48 | 28  | —  | 10 | 17 |
| 2011 | Ханты-Мансийск            | 28 | 40 | 39  | —  | 10 | —  |
| 2012 | Рупольдинг                | —  | 64 | —   | —  | 9  | —  |
| 2013 | Нове-Место                | 67 | 24 | 46  | —  | м  | —  |

Легенда:
- ИГ — индивидуальная гонка, СП — спринт, ПР — преследование, МС — масс-старт, ЭС — эстафета, СМ — смешанная эстафета.
- х — гонка не проводилась.
- н/ф — не финишировал.

### Кубок мира
- 1997—1998 — 58-е место
- 1998—1999 — 62-е место
- 1999—2000 — 34-е место
- 2000—2001 — 16-е место (315 очков)
- 2001—2002 — 24-е место (209 очков)
- 2002—2003 — 16-е место (338 очков)
- 2004—2005 — 58-е место (39 очков)
- 2005—2006 — 36-е место (136 очков)
- 2006—2007 — 35-е место (141 очко)
- 2007—2008 — 35-е место (140 очков)
- 2008—2009 — 48-е место (136 очков)
- 2009—2010 — 92-е место (19 очков)
- 2010—2011 — 70-е место (47 очков)
- 2011—2012 — 71-е место (39 очков)
- 2012—2013 — 50-е место (127 очков)

Примечание:
- С сезона 2008—2009 введена новая система начисления очков, в соответствии с которой кубковые баллы начисляются первым 40, а не 30, как было ранее.